# Wernsbach bei Ansbach
Wernsbach bei Ansbach (amtlich: Wernsbach b.Ansbach; fränkisch: „Wernschba“) ist ein Gemeindeteil der Gemeinde Weihenzell im Landkreis Ansbach (Mittelfranken, Bayern). Die Gemarkung Wernsbach b.Ansbach hat eine Fläche von 6,127 km². Sie ist in 807 Flurstücke aufgeteilt, die eine durchschnittliche Fläche von 7592,71 m² haben. In ihr liegen neben dem namensgebenden Ort die Gemeindeteile Alexandermühle, Schmalnbachshof und Schönbronn.

## Geografie
Durch das Pfarrdorf fließt der Wernsbach, der mit dem Zellbach (links) zur Rippach zusammenfließt. Nordwestlich des Ortes mündet der Rattenbach, südöstlich des Ortes der Hirtenbach jeweils als rechte Zuflüsse in den Wernsbach. Im Norden liegt das Waldgebiet Berlach, im Nordosten grenzt das Waldgebiet Schelm an.
Die Kreisstraße AN 10 führt nach Weihenzell (2 km östlich) bzw. nach Schönbronn (1,5 km südwestlich). Gemeindeverbindungsstraßen führen nach Wüstendorf (1,8 km nordwestlich) und die Kreisstraße AN 9 kreuzend nach Grüb (2 km südlich). Durch den Ort verläuft der Fränkische Marienweg.

## Geschichte
Aufgrund seiner eher ungünstigen Lage und Bodenbeschaffenheit gehört Wernsbach wohl zu den Dörfern der ersten Ausbaustufe nach der fränkischen Landnahme (11./12. Jahrhundert). 1168 wurde der Ort erstmals urkundlich erwähnt. Es gab zu dieser Zeit bereits eine Marienkapelle. Der Ort gehörte zu den Besitzungen der Herren von Dornberg, die sie 1331 an Friedrich IV., dem Burggrafen von Nürnberg, verkauften.
Im Jahre 1503 löste sich die Kirchengemeinde von St. Jakob (Weihenzell) und wurde zur Pfarrei erhoben. 1716/17 erfolgte der Neu- und Umbau der heutigen evangelisch-lutherischen Pfarrkirche St. Johannes. Ab 1613 hatte Wernsbach eine eigene Schule. Im Dreißigjährigen Krieg wurde der Ort schwer verwüstet, 1638 lebten nur noch zwei Familien dort.
Im 16-Punkte-Bericht des Oberamtes Ansbach von 1684 wurden für Wernsbach 22 Mannschaften verzeichnet: Alle Anwesen hatten das Hofkastenamt Ansbach als Grundherrn. Außerdem gab es noch das Bad-, Hirten- und Schulhaus als kommunale Gebäude und die Pfarrkirche und das Pfarrhaus als kirchliche Gebäude. Das Hochgericht und die Dorf- und Gemeindeherrschaft übte das brandenburg-ansbachische Hofkastenamt Ansbach aus.
Gegen Ende des 18. Jahrhunderts gab es in Wernsbach mit der Alexandermühle 24 Anwesen. Das Hochgericht und die Dorf- und Gemeindeherrschaft übte weiterhin das Hofkastenamt Ansbach aus. Grundherr sämtlicher Anwesen war das Fürstentum Ansbach (Hofkastenamt Ansbach: 6 Höfe, 1 Hof mit Tafernwirtschaft, 2 Halbhöfe, 3 Güter, 1 Gut mit Backrecht, 3 Gütlein, 1 Köblergut, 2 Mühlen, 1 Schmiedgut, 3 Leerhäuser; Pfarrei Wernsbach: 1 Köblergut). Neben den Anwesen gab es noch kirchliche Gebäude (Kirche, Pfarrhaus) und kommunale Gebäude (Schulhaus, Hirtenhaus, Brechhaus). Es gab zu dieser Zeit 25 Untertansfamilien. Von 1797 bis 1808 unterstand der Ort dem Justiz- und Kammeramt Ansbach.
Im Jahre 1806 kam Wernsbach an das Königreich Bayern. Im Rahmen des Gemeindeedikts wurde 1808 der Steuerdistrikt Wernsbach gebildet, zu dem Alexandermühle, Haasgang, Moratneustetten, Neubronn, Schmalnbachshof und Schönbronn gehörten. Die Ruralgemeinde Wernsbach entstand 1811 und war deckungsgleich mit dem Steuerdistrikt. Sie war in Verwaltung und Gerichtsbarkeit dem Landgericht Ansbach zugeordnet und in der Finanzverwaltung dem Rentamt Ansbach (1919 in Finanzamt Ansbach umbenannt).
Am 27. Juli 1830 kam es zur Bildung der Gemeinde Haasgang: Haasgang, Moratneustetten und Neubronn wurden von Wernsbach umgemeindet, Adelmannsdorf und Höfen von Weihenzell. Ab 1862 gehörte Wernsbach zum Bezirksamt Ansbach (1939 in Landkreis Ansbach umbenannt). Die Gerichtsbarkeit blieb beim Landgericht Ansbach, von 1870 bis 1879 war das Stadt- und Landgericht Ansbach zuständig, seit 1880 ist es das Amtsgericht Ansbach. Die Gemeinde hatte 1964 eine Gebietsfläche von 6,236 km². 1952 wurde der Gemeindename von „Wernsbach“ nach „Wernsbach bei Ansbach“ geändert. Im Zuge der Gebietsreform in Bayern wurde Wernsbach am 1. Januar 1974 nach Weihenzell eingemeindet.

### Baudenkmäler
In Wernsbach gibt es sieben Baudenkmäler:
- Haus Nr. 4: ehemalige Sägmühle[21]
- Haus Nr. 30: evangelisch-lutherische Pfarrkirche St. Johannes mit Friedhofsbefestigung einer hohen Bruchsteinmauer mit tiefem, doppeltürigem und abgedecktem Tor südlich der Kirche[21]
- Haus Nr. 31: ehemaliges Pfarrhaus mit Scheune[21]
- Haus Nr. 32: ehemalige Schule, jetzt Pfarramt[21]
- Friedhof mit vier barocken Grabplatten[21]
- mittelalterliche Steinkreuze:[22]
  - aus Keupersandstein mit Rest nur eines Armes, östlich der Ortschaft an der Straße nach Weihenzell neben der Brücke auf der Kreuzwiese
  - aus Blasensandstein ohne Arme mit Ritzzeichnung von Pflugschar und Hirtenschaufel, südlich der Ortschaft am Fußweg nach Grüb im Walde im Schlag

ehemaliges Baudenkmal
- Gasthaus zur Krone (Haus Nr. 30 nach der ursprünglichen Nummerierung): zweigeschossiger Bau, wohl des 18. Jahrhunderts, mit dreigeschossigem verputztem Fachwerkgiebel und Ladebaum sowie Satteldach[23]

### Bodendenkmäler
In der Gemarkung Wernsbach gibt es vier Bodendenkmäler.

### Einwohnerentwicklung
Gemeinde Wernsbach bei Ansbach
| Jahr      | 1818   | 1840   | 1852   | 1855   | 1861   | 1867   | 1871   | 1875   | 1880   | 1885   | 1890   | 1895   | 1900   | 1905   | 1910   | 1919   | 1925   | 1933   | 1939   | 1946   | 1950   | 1952   | 1961   | 1970   |
| Einwohner | 482    | 279    | 281    | 288    | 279    | 278    | 285    | 273    | 303    | 297    | 276    | 290    | 278    | 279    | 282    | 271    | 276    | 248    | 245    | 343    | 398    | 405    | 317    | 315    |
| Häuser    | 90     | 47     |        |        |        |        | 51     |        |        | 56     | 55     |        | 57     |        |        |        | 54     |        |        |        | 54     |        | 59     |        |
| Quelle    | [ 25 ] | [ 26 ] | [ 27 ] | [ 27 ] | [ 28 ] | [ 29 ] | [ 30 ] | [ 31 ] | [ 32 ] | [ 33 ] | [ 34 ] | [ 27 ] | [ 35 ] | [ 27 ] | [ 36 ] | [ 27 ] | [ 37 ] | [ 27 ] | [ 27 ] | [ 27 ] | [ 38 ] | [ 27 ] | [ 17 ] | [ 39 ] |

Ort Wernsbach bei Ansbach
| Jahr      | 001818 | 001840 | 001861 | 001871 | 001885 | 001900 | 001925 | 001950 | 001961 | 001970 | 001987 | 001999 | 002011 | 002017 |
| Einwohner | 154    | 209    | *216   | 216    | 230    | 215    | 213    | 304    | 231    | 230    | 220    | 249    | 287    | 282    |
| Häuser    | 30     | 35     |        |        | 45     | 46     | 44     | 44     | 46     |        | 64     |        |        |        |
| Quelle    | [ 25 ] | [ 26 ] | [ 28 ] | [ 30 ] | [ 33 ] | [ 35 ] | [ 37 ] | [ 38 ] | [ 17 ] | [ 39 ] | [ 40 ] | [ 41 ] |        | [ 1 ]  |

## Religion
Der Ort ist seit der Reformation evangelisch-lutherisch geprägt und Sitz der Pfarrei St. Johannes. Die Einwohner römisch-katholischer Konfession waren zunächst nach St. Ludwig (Ansbach) gepfarrt, seit 1970 ist die Pfarrei Christ König (Ansbach) zuständig.